# Relações entre Moçambique e Portugal
As relações entre Moçambique e Portugal, são as relações diplomáticas estabelecidas entre a República de Moçambique e a República Portuguesa.
Ambos os países, fazem parte da Comunidade dos Países de Língua Portuguesa. Moçambique se tornou independente de Portugal em 1975 após a Guerra da Independência de Moçambique. Portugal tem uma embaixada em Maputo e um consulado em Beira e Moçambique tem uma embaixada em Lisboa.

## Assistência de Portugal
As empresas portuguesas são as segundas maiores investidoras no mercado privado em Moçambique.
Em julho de 2008, Moçambique e Portugal assinaram um acordo para apoiar os investimentos no sector de energia de Moçambique.
Em julho de 2008, Portugal perdoou as dívidas remanescentes de Moçambique, acumuladas desde a independência até 2005.